# Historia de Salvatierra (Álava)

Escudo de Salvatierra-Agurain.

La historia de Salvatierra, en la provincia de Álava, puede darse por iniciada en el siglo XI, cuando existen testimonios que acreditaban la existencia en su actual emplazamiento de una pequeña aldea denominada Agurain. Dos siglos después, en 1256, Alfonso X el Sabio reconoció su condición de villa y le otorgó el fuero de Vitoria. A pesar de las promesas de los reyes subsiguientes de no enajenarla del patrimonio real, en 1384 Juan I concedió la villa al canciller Ayala, con el título de condado. A partir de allí Salvatierra se vio enfrentada constantemente con los habitantes de las aldeas aledañas de su jurisdicción por cuestiones de contribuciones, aprovechamientos de pastos etc., autonomía administrativa etc. En la Baja Edad Media tampoco faltaron conflictos con la casa de Ayala a la que estaba sometida (el levantamiento de 1433 es una prueba de ello), pero éstos alcanzaron mayores cotas de tensión a comienzos de la Edad Moderna, cuando amplios sectores de la villa se mostraron disconformes con las intervenciones del conde Pedro de Ayala en la vida concejil y sus abusos en el plano fiscal. Pese a los números pleitos impulsados por Salvatierra, uno de los cuales contemplaba su incorporación al realengo, el señor de Ayala pudo salir victorioso en casi todos ellos, aunque con un costo político evidente. 
Durante la guerra de las Comunidades de Castilla, en 1520 y 1521, el concejo de Salvatierra declinó todos los requerimientos del conde rebelde para que se uniese a su causa, prefiriendo ponerse firmemente del lado del rey y las autoridades provinciales. Tras la derrota de Pedro de Ayala y el fin de la revuelta comunera, Carlos I premió la fidelidad de la villa incorporándola al patrimonio real y confirmando sus antiguos privilegios. En 1532 fue modificado su sistema de elección de oficiales concejiles para dar paso a uno más directo, y en 1538 se redactó un nuevo cuaderno de ordenanzas municipales. 
Los resultados electorales de Salvatierra durante la Segunda República Española, entre 1931 y 1936, dan cuenta de las vicisitudes políticas del país. Salvatierra siempre tomó parte en el proceso del Estatuto Vasco, asistiendo a todas las asambleas convocadas por Gestoras y ayuntamientos y mostrándose como uno de los municipios alaveses más autonomistas. En 1934, en el marco del conflicto con el gobierno central por el desgravamen del vino, envió representantes a las dos asambleas enfrentadas (la de Bilbao y la de Vitoria), y dos de los oficiales de su ayuntamiento renunciaron como medio de protesta ante las presiones del gobierno republicano. 
Durante la guerra civil española, transcurrida entre 1936 y 1939, Salvatierra estuvo desde el principio dominada por el bando de los militares sublevados al gobierno republicano, aunque mayormente no tuvieron lugar ejecuciones en ella debido a la disposición mostrada por el alcalde Julián Ibáñez para evitarlas. El gobierno local, mientras tanto, estuvo en manos de dicho alcalde y de la denominada "Gestora Municipal".

## Edad Antigua

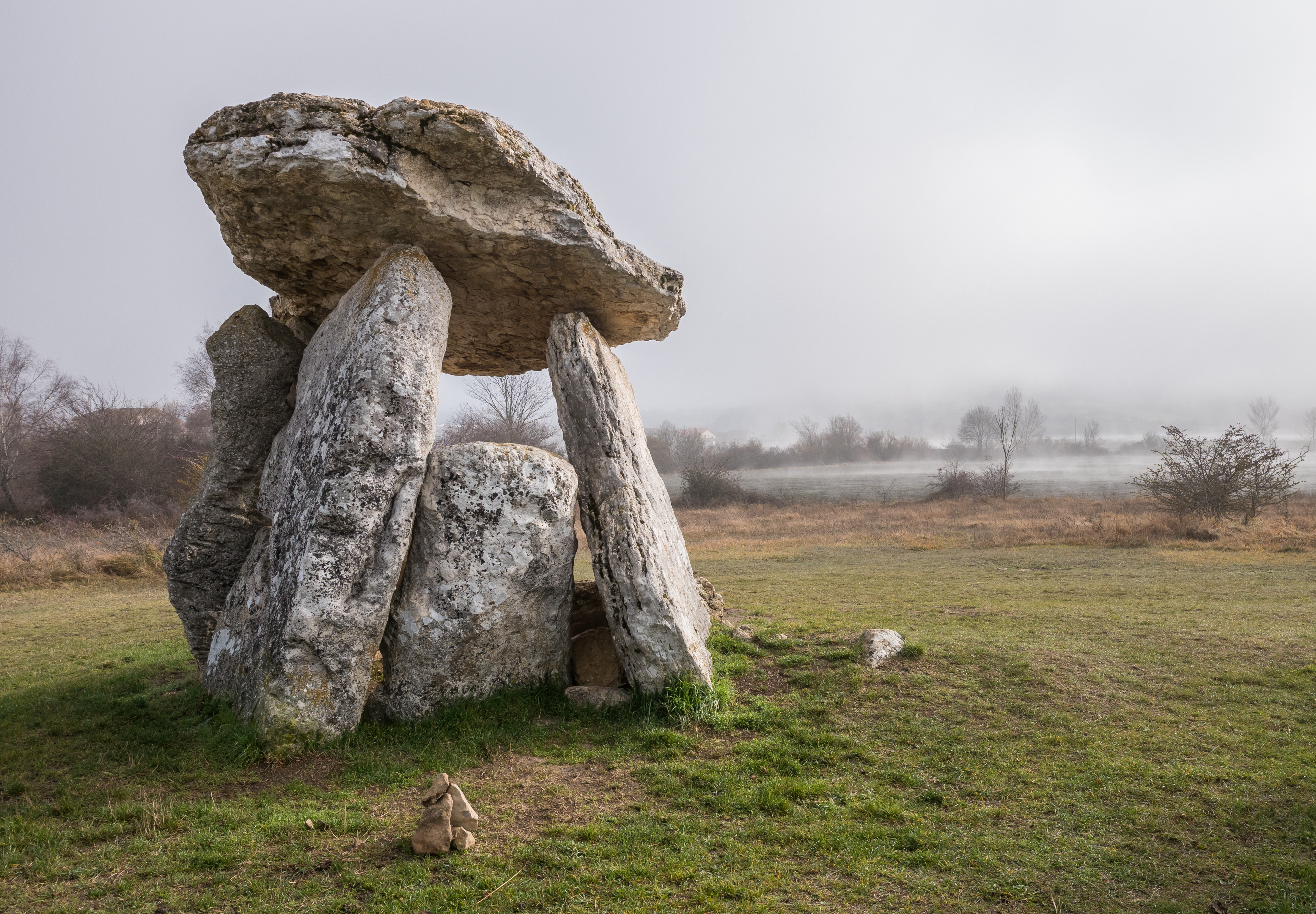
Dolmen de Sorguineche, en Arrizala.

Desde los tiempos más remotos Salvatierra fue una encrucijada de caminos, como lo demuestra el dolmen de Sorguineche, en Arrizala, situado al pie de una de las vías de trashumancia ganadera de hace cinco mil años, utilizada aún en la actualidad, entre los pastos estivales de la sierra y los invernales del llano. Antes no había habido una población estable, solo cazadores procedentes de asentamientos más al norte, que establecían sus abrigos de caza en las cuevas de la ladera meridional de la sierra de Araz. Luego los pastores del Neolítico y del Calcolítico empezaron a desbrozar el bosque para obtener pastos de invierno y zonas de cultivo.
En un lugar habitado desde hace tanto tiempo como el cerro de Agurain, sobre el que se han sucedido distintas poblaciones, cuyas edificaciones han cavado sus cimientos sobre los escombros de las villas anteriores, que ha sufrido guerras, catástrofes naturales, incendios y otras calamidades, se torna difícil encontrar vestigios de sus primeros pobladores.
No obstante, a través de una extrapolación teórica de otros lugares similares del entorno —el cerro de Henayo, en Dulanci; el de Santa Lucía, en Gebara; el de Olarizu, en Vitoria; o el de Oro, en Zuya—, se ha determinado que el otero de Aguráin resultaría un lugar idóneo para el asentamiento de una población de las edades del bronce y del hierro. Según esa suposición, los romanos cuando llegaron a esta tierra, a principios del siglo I antes de Cristo, se encontraron con un pequeño poblado, cuyo nombre se desconoce, enclavado en torno al punto más alto, donde hoy se encuentra el Ayuntamiento. Sus habitantes pertenecerían a la tribu de los bárdulos.
Recientemente han aparecido en la ermita de San Martín unas lápidas romanas con inscripciones y dibujos solares que podrían datar del siglo IV.

## Edad Media
El que la calzada Iter XXXIV ab Asturica Burdigalam pasara precisamente por Salvatierra da una idea de su importancia estratégica. Tras la caída del imperio romano, por Laua discurría la frontera entre el Ducado de Vasconia y la Hispania visigoda, sustituida en 756 por el emirato de Córdoba. Sin embargo, la comarca ahora alavesa pasó a formar parte del Reino de Pamplona a partir de 824 hasta 1200, cuando Alfonso VIII de Castilla conquistó y anexionó a su corona los entonces territorios navarros occidentales. En el año 1025 el nombre "Hagurahin" aparece citado por primera vez en el Cartulario de San Millán de Cogolla cuando la aldea comienza a contribuir al dicho monasterio.

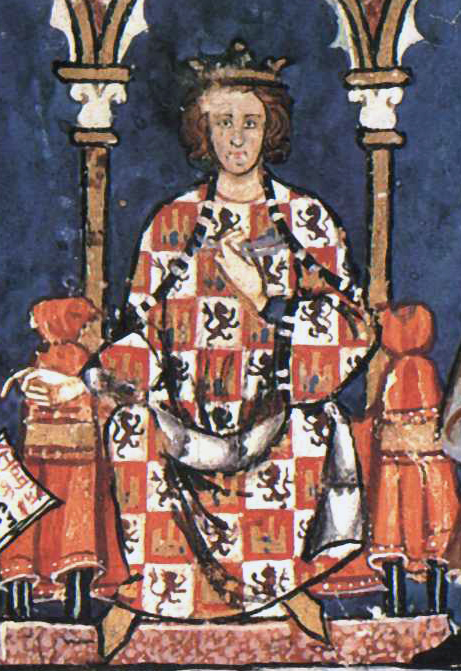
Imagen de Alfonso X el Sabio, que convirtió a Salvatierra en villa concediendole su fuero en 1256.

Su sucesor, Alfonso X, concedió el fuero el 23 de enero de 1256, dándole a Aguráin el nombre de Salvatierra, así como los mismos derechos que Vitoria. Entre este año y los dos siguientes las aldeas de Alangua, Arrizala, Eguileor, Opacua, Ula, Sallurtegui, y Lequedana se vieron incorporadas a su jurisdicción. En 1259 se inició la construcción de la muralla, la cual para que pudiese ser concluida con rapidez el monarca Sancho IV dispensó a la villa, en abril de 1286, del pago de impuestos a la Corona. Tres años después, en 1289, las aldeas Ocariz y Munain se avecindaron en Salvatierra para protegerse de las vejámenes que sufrían de los caballeros de la región.
Posteriormente, en 1367, en el contexto de la guerra de los Cien Años y de la guerra entre el rey de Castilla Pedro I y su hermano bastardo Enrique de Trastámara, Álava retornó al Reino de Navarra durante cuatro años. Tras una segunda conquista por parte del nuevo rey Enrique II, Salvatierra volvió al Reino de Castilla con la promesa de que nunca dejaría de pertenecerle, ratificándolo así en las Cortes de Burgos de 1379. Pero esta circunstancia fue incumplida por su sucesor Juan I, ya que en 1384 donó la villa al señorío del canciller Pedro López de Ayala con el título, heredable, de condado.

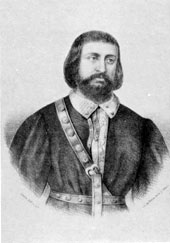
Grabado de Pedro López de Ayala, primer conde de Salvatierra.

Pocos años después, el 24 de julio de 1395, los vecinos de Salvatierra fueron autorizados por un alcalde ordinario a pagar peaje al alcaide del castillo de San Adrián solamente por el ganado vacuno que pasaran por la citada fortaleza, quedando exento el resto. La sentencia fue confirmada luego por la monarquía en enero de 1408. Ese mismo año de 1395 el rey Enrique III concedió a Salvatierra el privilegio de celebrar una feria en octubre. En 1457 la villa se incorporó a la Hermandad de Álava, designando a miembros de su élite social como procuradores en las juntas provinciales de hermandad. 

### Levantamiento de 1443
A fines del siglo XIV representantes de las familias Paternina y Zuazo, linajes hidalgos procedentes del medio rural, estaban establecidos en Salvatierra participando activamente en los distintos oficios municipales. En 1439 Martín Martínez de Paternina y Ospina Chacón tomaron parte en la recaudación de la renta de diezmos y aduanas en la villa y su jurisdicción. 
En 1443 ambas familias se enfrentaron a raíz de un importante levantamiento antiseñorial ocurrido en la villa. Según consta, varios vecinos (entre los que se encontraban algunas personalidades importantes), apoyados por las aldeas del alfoz y la Hermandad de Álava, se alzaron contra el mariscal Ayala, que en esos momentos se hallaba en la ciudad, forzándolos a él y a sus servidores a refugiarse en la Iglesia de Santa María. Finalmente, el orden pudo ser restablecido en Salvatierra gracias a la ayuda de otros caballeros de la comarca, como lo eran el conde de Haro y Pedro de Avendaño. La represión recayó sobre los vencidos: se sucedieron ahorcamientos y degollamientos entre los sublevados; otros perdieron sus bienes o huyeron a Navarra o Guipúzcoa por miedo a las represalias del conde.
Se ha dicho más arriba que las familias Zuazo y Paternina se vieron enfrentadas ya que, si bien la revuelta tenía como causa principal los abusos de su señor, escondía además otros intereses: los representantes de la familia Zuazo consideraban que el conde de Salvatierra no beneficiaba más que a los de la familia Paternina, olvidándose de ellos y de los Arrain. Los primeros (los Zuazo), entonces, se sumaron a la revuelta, mientras que los segundos (los Paternina) permanecieron fieles a la autoridad señorial. Después de 1443 se verifica un reforzamiento de la posición en la villa de la familia Paternina, con la consiguiente caída en desgracia de los Zuazo. No obstante, esta situación vendría a invertirse a finales de 
siglo.

### Organización municipal

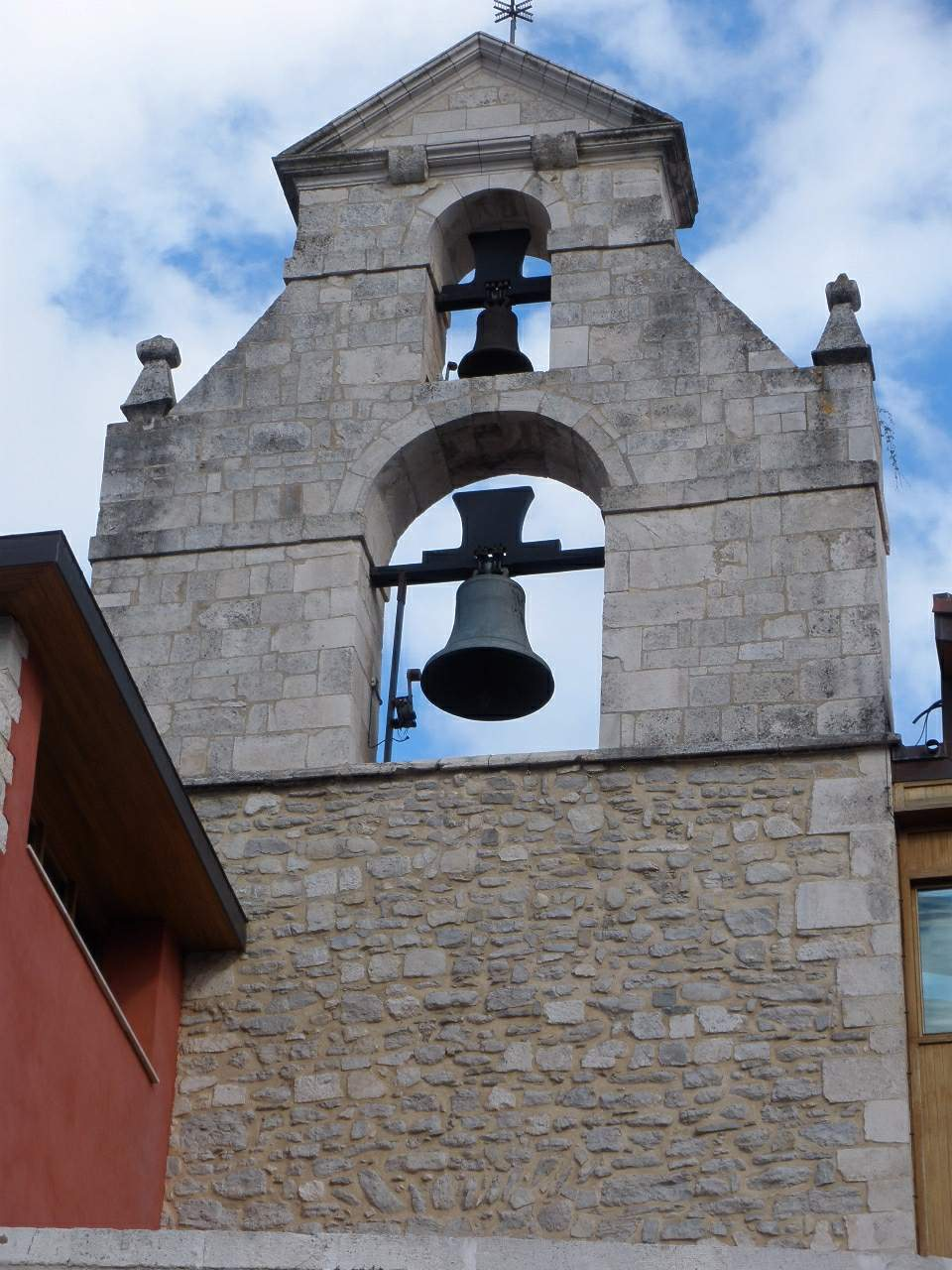
Ayuntamiento y antigua iglesia de San Martín.

Desde finales del siglo XIV y durante casi todo el siglo XV, las sesiones concejiles de Salvatierra (celebradas o en el pórtico o en la cámara de la iglesia de San Martín) fueron de carácter abierto, es decir pudieron asistir libremente a ellas los vecinos de la villa. En la primera mitad del siglo XV, cuatro regidores se sumaron al organigrama municipal compuesto por un alcalde ordinario, algunos jurados, y un procurador. Sin embargo, a finales del siglo, los Reyes Católicos dictaron un nuevo ordenamiento por el cual el concejo de Salvatierra pasaba a ser cerrado y estar constituido por dos regidores, un alcalde ordinario, un procurador síndico y cuatro diputados. Lo cierto es que esta modificación no fue acogida favorablemente por todos los vecinos de Salvatierra, pero los monarcas la justificaron alegando las dificultades que acarreaban, desde el punto de vista de la monarquía, el sistema de concejo abierto:

En los tiempos pasados los conçejos e ayuntamientos de esa dicha villa se fasian publicamente ante todos los vesinos de ella syendo para ello llamados por pregones, e que a cabsa de esto se recresçian algunos escandalos e questiones entre los vesinos de la dicha villa sobre las cosas que en los dichos conçejos se avyan de faser e hordenar e que de ello se seguian otros muchos ynconvenyentes. E que por evitar esto dis que esa dicha villa acordo que los dichos ayuntamientos se fisiesen por los alcaldes e regidores e diputados de esa dicha villa secretamente cada ves que fuese nesçesario conforme a las leyes de nuestros reynos, e sobre ello fisieron çiertas ordenanças las quales dis que han sydo usadas e guardadas despues que se fisieron.

### Conflictos con los vecinos aldeanos
La propia villa de Salvatierra se vio, a lo largo de los siglos XIV y XV, enfrentada a las aldeas de su jurisdicción principalmente por tres cuestiones: la de la sisa del vino, la del aprovechamiento de los pastos, montes y dehesas, y la de la autonomía jurídica.

#### Sisa del vino
Durante el reinado de Enrique II los hidalgos de la Junta de San Millán se negaron a contribuir al pago de la sisa del vino impuesto por el concejo salvaterrano, pero la oposición no triunfó y en 1377 se dio sentencia favorable a la villa. Esto no significó el fin del conflicto. En 1498 el procurador de los hidalgos apeló ante el Consejo Real y logró su propósito. Inmediatamente la villa de Salvatierra se dirigió a los Reyes Católicos dándoles a conocer la sentencia de 1377. Esto fue suficiente para ellos, que en 1499 ordenaron a los hidalgos a contribuir en la sisa del vino, aunque con ciertas modificaciones favorables a estos últimos. 

#### Aprovechamiento de pastos, montes y dehesas
La cuestión referente al aprovechamiento de los pastos, montes, dehesas etc. también fue una fuente de conflictos con los vecinos aldeanos, tanto hidalgos como labradores, que reclamaban ser los únicos propietarios de los bienes contenidos en sus respectivos términos. El 10 de septiembre de  1408 los jueces Martín Pérez de Ocáriz y Ruy Martínez de Ordoñana dictaron una sentencia que establecía que las dehesas, prados adehesados, molinos, ejidos y otras tierras mostrencas labradas hasta la fecha de la sentencia serían propiedad de las aldeas circundantes, mientras que los montes y pastos no adehesados pasarían a ser de disfrute común entre la villa y las dichas aldeas.
Nuevamente, esto no significó el fin del conflicto, puesto que en 1455 los procuradores salvaterranos denunciaron a varios aldeanos por no respetar los puntos de la sentencia de 1408. Finalmente, en 1462 las Juntas Generales de Álava dispusieron una nueva normativa para solucionar las disputas, que puso de manifiesto los abusos e ilegalidades cometidas por ambas partes.

#### Cuestiones de jurisdicción
Durante el siglo XV las disputas referentes a la autoridad política y jurisdiccional que tenía Salvatierra sobre las aldeas circundantes fueron muy frecuentes, y alcanzaron niveles de tensión y violencia bastante considerables. Solo la sentencia de las Juntas Generales de Álava, en 1462, hubo de poner límite, aunque relativamente, a este conflicto, dictaminando que la jurisdicción civil y criminal sobre las aldeas era prerrogativa del concejo de Salvatierra, así como el nombramiento del alcalde de hermandad. Este último punto, sin embargo, sería revertido por el Consejo de Hermandad de Castilla en 1498.

## Edad Moderna
En la Edad Moderna, los conflictos de Salvatierra tuvieron lugar a raíz de un problema que venía latente de siglos anteriores: su condición de señorío. Fue por eso que en 1520 la villa, en el marco de la revuelta comunera alentada en la provincia por su propio señor, el conde Pedro de Ayala, se negó a apoyar a este último, manteniéndose, en cambio, en firme lealtad a Carlos I. Gracias a ello pudo obtener del rey su reincorporación al realengo, en 1521, al terminar la revuelta.

### Conflictos con su señor Pedro de Ayala
El conflicto entre Salvatierra y sus vasallos, aunque ya se había puesto de manifiesto con el levantamiento de 1433, alcanzó mayor gravedad a finales del siglo XV y comienzos del XVI. El 26 de noviembre de 1485, el concejo salvaterrano aprovechó el reconocimiento de Pedro de Ayala como señor para hacerle jurar que respetaría los oficios de la villa como propios del concejo y que perdonaría cualesquiera delitos, penas y agravios cometidos por los vecinos a su padre.
Pero Pedro de Ayala no se mantuvo pasivo, sino que por el contrario introdujo en el gobierno de la villa a un oficial señorial permanente, el alcalde mayor, que compartió con el alcalde ordinario sus prerrogativas judiciales. Asimismo, demandó un supuesto derecho señorial consistente en cuatro cuartos de vaca limpia, dos docenas de capones y una docena de ansarones, dos cueros de vino blanco de ocho cántaras y una carga de vino tinto de otras ocho cántaras.
Estos abusos políticos y fiscales llevaron a que el 25 de marzo de 1492 se convocase una sesión extraordinaria de concejo que contó con la participación de los clérigos del cabildo, de la oligarquía concejil y de los representantes de las parroquias de la villa y de las aldeas arrabaleras. En ella se comisionó a dos procuradores para que reclamasen ante la monarquía la anulación de la titularidad señorial del conde de Salvatierra. 
Para ello, Salvatierra primero presentó a la monarquía tres copias de tres pergaminos documentales: la primera de ellas era la promesa de Enrique II realizada en 1371 de no enajenar la villa del patrimonio real; la segunda y la tercera eran confirmaciones de dicho juramento por Juan I y Enrique III, respectivamente. Posteriormente, argumentó que la cesión del mayorazgo por Pedro López de Ayala a García de Ayala en 1458 era ilegal, pues, al ser García de Ayala sobrino de Pedro López, no respetaba la carta de merced de Juan I que establecía que el feudo solo podría ser heredado a algunos de los hijos varones, o en su defecto, a las hijas o nietas de mayor a menor edad. Todo esto conllevaba, por ende, de que el entonces conde de Salvatierra no tenía derecho alguno sobre la villa en cuestión. 
Asimismo denunció que el tributo que el conde quería imponer a los vecinos (cuatro cuartos de vaca limpia, dos docenas de capones etc.) nunca había existido, o en todo caso, se había dado en algún momento de forma voluntaria, lo cual ya no era posible debido al perjuicio que les causaba. La misma oposición demostró ante las intenciones del conde de atribuirse la percepción de las alcabalas de la villa.
La hostilidad de Salvatierra con su señor tuvo respuesta por parte de este último, quien multiplicó sus actitudes abusivas hacia los vecinos de la villa. De esa manera, facultó a los alcaldes mayores para intervenir en causas judiciales de primera instancia, pero en cambio, no hizo nada ante el hostigamiento que sus servidores y escuderos acometían a los habitantes de las casas salvaterranas donde se alojaban, portando en la vía pública armas con las que amedrentar a quien se resistiese a su autoridad.
Para reforzar su posición, el conde se alió con las aldeas circundantes de la villa, recelosas, por los motivos expuestos, de la gestión municipal salvaterrana. En ese sentido, Pedro de Ayala supo premiar a Martín López de Ocariz con el cargo de alcalde mayor, y a su hijo, que era procurador de los labradores, con el de mayordomo.
Finalmente, el conde salió victorioso en casi todas las demandas de la villa. En 1505 la Real Audiencia y Chancillería de Valladolid le permitió al conde seguir ostentado su titularidad señorial sobre Salvatierra, y en 1507 el corregidor guipuzcoano Vela Núñez dio como válido el tributo extraordinario que buscaba imponer el conde así como la percepción de las alcabalas de su parte, y en este último caso obligó a Salvatierra a pagarle los 20.000 maravedíes que le debía por los ocho años durante los cuales la villa se había negado a contribuir.
En el único caso dónde la justicia falló a favor del concejo de Salvatierra fue en el relativo a los alcaldes mayores, pues en 1506 Gil del Campo prohibió a estos oficiales entrometerse en las causas de primera instancia. Pero esto no impidió que el conde siguiese desobedeciendo la sentencia, alegando que el fallo de 1505 le había confirmado la posesión de su jurisdicción civil y criminal sobre la villa. Por lo demás, no fue su única intervención en el gobierno concejil. En él introdujo también la figura del procurador fiscal señorial, dotado de unas amplias atribuciones judiciales contra las que la villa se avino a protestar en 1510.
Los maltratos del conde a los vecinos tampoco cesaron con las sentencias favorables que obtuvo, a tal punto que el 25 de marzo de 1509 debió intervenir el poder real para ordenarle expresamente a Pedro de Ayala que no apresase, embargase ni hostigase a sus vasallos de Salvatierra.
En el plano fiscal el conde continuó exigiendo cargas tributarias a los vecinos de Salvatierra. Además del pago de las alcabalas atrasadas, exigió a la villa y sus arrabales, aunque no así a las aldeas con las que estaba aliado, 200.000 maravedíes en virtud de un nuevo monto de encabezamiento promulgado en su condado. A las protestas surgidas Pedro de Ayala respondió cerrando las puertas de Salvatierra para que ningún vecino saliese de la ciudad. En esa tesitura, pudo forzar al concejo a aceptar los impuestos exigidos, apropiándose como garantía de ello de noventa marcos de plata de las iglesias. No contento con eso, aumentó el tributo exigido a la cantidad de 242.500 maravedíes.

### Guerra de las Comunidades de Castilla
En septiembre de 1520 Pedro de Ayala, se unió a las filas de los comuneros castellanos. No obstante, la villa se negó firmemente a apoyarlo, e hizo caso omiso a los pedidos de 300 soldados que realizó el 20 y 24 de diciembre, el 1 de enero de 1521 etc., así como los requerimientos para que retuviesen las rentas reales. Respondiendo a una de sus exigencias (en el sentido de que ante una negativa se diesen explicaciones en un plazo de diez días), la villa envío cerca del conde al bachiller de Viana, a Pedro González de Heredia y a Martín Martínez de Oquerruri. Estos intentaron, en vano, atraer al conde al bando realista. 
Para que no quedase duda de su posición, el 16 de enero de 1521 Salvatierra, reunida en la Junta General, declaró su lealtad a Carlos I y pidió ser reincorporada al patrimonio real. Días después, Pedro de Ayala le escribió una carta para que estuviese a punto de guerra. 
El 11 de marzo el Condestable de Castilla, que ostentaba el cargo de virrey junto con el Almirante y el cardenal Adriano de Utrecht, liberó a los súbditos del conde, incluidos por tanto los de la villa de Salvatierra, y comenzó a atraerlos al patrimonio real.
El 15 de marzo, se produjo la entrada del Diputado General, Diego Martínez de Álava a la villa, con el fin de organizar su defensa, ocasión que las autoridades aprovecharon para mostrar su gratitud por haber sido incorporada al realengo. 
El 19 de marzo Salvatierra le prometió al rey completa fidelidad, y diez días después, recibió como respuesta resistir todo lo posible al conde Pedro de Ayala. De éste, no obstante, al parecer sí existieron partidarios dentro de la villa, pues el 25 de marzo se ordenó al provisor del obispado de Calahorra que castigase a los clérigos que se mostraban disconformes con la decisión de incorporar la jurisdicción al realengo e intentaban con ello alborotar a los vecinos.
También el 19 de marzo Manrique de Lara, hijo del virrey de Navarra, ordenó a Hurtado Díaz de Mendoza, al Diputado General, a Vitoria, y a las hermandades del entorno de Salvatierra que si la villa fuese atacada por el conde, acudiesen entonces en su ayuda. El día 25 el decreto, esta vez emitido por los virreyes en nombre de Carlos I, se hizo extensivo para que la Hermandad de Álava también ayudase a Salvatierra.
La villa, en efecto, fue sitiada por Pedro de Ayala el 20 de marzo, aunque sin éxito, y luego el 6 de abril, generalizándose esta vez a partir un ataque nocturno con 15.000 hombres cuatro días después. Pero en vano, pues al no poder vencer la resistencia de la fortaleza, orquestada por el diputado general y por Martín Martínez de Oquerruri, debió retirarse el día 11 con las manos vacías. El 19 de abril, finalmente, sus tropas fueron completamente derrotadas en la batalla de Miñano Mayor. A partir de entonces, el conde de Salvatierra se mantuvo oculto en la frontera portuguesa, hasta que en 1524 se presentó en Burgos con la esperanza de conseguir el perdón de Carlos I a través de una gestión personal. Su plan resultó equivocado, pues inmediatamente fue encarcelado e instruido su proceso. No llegó, sin embargo, a compadecer a la justicia, porque murió desangrado el 16 de mayo de dicho año.

### Reincorporación de Salvatierra al dominio real
De esa forma, ya en 1521, Salvatierra, junto con el resto del señorío estaba integrada en el patrimonio real por una decisión que fue confirmada en varias ocasiones. De hecho, fue la única villa del condado de Pedro de Ayala que se mantuvo para siempre en el dominio real, pues en los años subsiguientes la Corona puso a la venta parte del feudo y entregó una parte al hijo del conde, Atanasio Ayala. 
Además, recibió del rey algunos privilegios y la confirmación de otros más antiguos: el 8 de marzo de 1522 mandó a los virreyes a no enviar corregidor a la villa, el 12 de diciembre de 1523 privilegió a la villa encabezando sus alcabalas por quince años y ordenando a los contadores mayores que proveyesen la confirmación de su mercado franco semanal, el 24 de diciembre de 1524 instó a los oidores de la Audiencia y Chancillería de Valladolid a que proveyeran lo necesario para que en la jurisdicción de Salvatierra sólo hubiera un alcalde de hermandad y en 1525 ordenó al hijo del difunto conde, Atanasio de Ayala, que devolviese a la villa el importe de la plata que su padre había sustraido de las iglesias de la villa.
Pero cuando la actitud de Carlos I hacia la Casa de Ayala se tornó más benevolente, fue entonces que los conflictos resucitaron. El 17 de mayo de 1526 el monarca le ordenó al concejo de Salvatierra depositar en Pedro López de Sojo, recaudador señorial, las rentas de 1525 pendientes a pagar a Atanasio Ayala. Pero la villa se negó, pues ello hubiera significado aceptar al hijo de Pedro de Ayala como señor de Salvatierra. Se inició así un extenso pleito ante la justicia que recién el 5 de julio de 1568, es decir, cuarenta y tres años después de haber empezado,  tuvo sentencia definitiva a favor de la villa alavesa.

### Cambios en la organización concejil
En 1527, consta que los oficiales municipales eran elegidos por el siguiente sistema: por sorteo eran designados tres miembros del concejo, que a su vez nombraban a otros tres vecinos, en los cuales recaía en última instancia nominar a los candidatos a ocupar los cargos municipales. Para ello, escribían sus nombres en unos papeles que luego echaban en un cántaro, de donde la mano de un niño los iba extrayendo hasta completarse la corporación municipal.
Este sistema de designación de oficiales del concejo fue, sin embargo, modificado posteriormente. En efecto, el 28 de septiembre de 1532, en la sesión electiva, la corporación municipal se dividió en dos opiniones: la que planteaba mantener el sistema usado hasta el momento, y la que defendía una modificación en el mismo para que fuesen los propios oficiales en el cargo los que introdujesen en el cántaro los nombres de ocho candidatos (desapareciendo así la figura del elector). Finalmente, fue esta última posición la que acabó prevaleciendo.
El 21 de octubre de 1537 el concejo de Salvatierra encargó a Martín Martínez de Oquerruri, a Diego Díaz de Santa Cruz, y a Juan Ruiz de Luzuriaga, la redacción de un nuevo cuaderno de ordenanzas municipales, que fue presentando finalmente el 28 de septiembre de 1538.

## Edad Contemporánea

### Panorama general de la ciudad en elsigloXX
En 1931 el municipio de Salvatierra tenía 1.676 habitantes, de los cuales 1.357 pertenecían a la propia villa. La agricultura y la ganadería eran sus principales actividades económicas, y la mayoría de los trabajadores de estos sectores eran propietarios o arrendatarios. A pesar de no constituir uno de los núcleos urbanos más grandes de la provincia (aunque si uno de los de mayor densidad demográfica), desarrolló  también una incipiente industria a base de actividades artesanales y de pequeños talleres. Este dinamismo económico le permitió tener una tasa de paro muy bajo, siendo en 1932 nada más que 12 el número de parados.
La extensión del término municipal, asimismo, era de 35,65 kilómetros cuadrados distribuidos de la siguiente manera:
- 0,38 kilómetros eran zona urbanizada.
- 26 kilómetros eran tierras agrícolas.
- 7,4 kilómetros eran zona forestal,
- 1,5 kilómetros eran zonas ocupadas por infraestructuras.

El sindicato nacionalista Solidaridad de Obreros Vascos (ELA-STV) tenía en Salvatierra agrupaciones de metalúrgicos y panaderos, y en el año 1932 contaba con 72 afiliados. Algo parecido ocurría con la anarquista Confederación Nacional del Trabajo (CNT), y la Federación Católica Agraria de Álava (FCAA), que en 1932 contaba con 167 afiliados dentro del municipio. Otra organización obrera, la Sociedad de Labradores y Ganaderos Alaveses, fue fundada precisamente en Salvatierra el 14 de junio de 1931.

### Elecciones municipales de 1931
En las elecciones municipales celebradas el 12 de abril de 1931 no fueron precisamente republicanos y monárquicos los que se enfrentaron (como sí sucedió en las grandes ciudades del país), sino una candidatura autodenominada "agraria" y otra llamada "independiente", de las cuales esta última terminó triunfando con amplia mayoría.

### El Estatuto de Eusko Ikaskuntza y el Estatuto de Estella
La proclamación de la Segunda República en 1931 dio lugar a un amplio movimiento autonomista en el País Vasco liderado por el alcalde José Antonio Aguirre, del Partido Nacionalista Vasco (PNV). La Sociedad de Estudios Vascos (SEV) (o Eusko Ikaskuntza) se encargó de dar forma a un proyecto general sobre el cual giraron las propuestas y enmiendas de los distintos sectores políticos. Esto finalmente condujo a la redacción del Estatuto de  Estella y a la formación el 8 de mayo de una comisión de alcaldes para dirigir el movimiento, que en Álava, estuvo formada por cuatro de ellos, uno de los cuales era el de Salvatierra: el republicano independiente Emilio López de Heredia. Esta comisión convocó para el 14 de junio en Pamplona una asamblea de ayuntamientos destinada a discutir y aprobar el texto redactado por la Sociedad de Estudios Vascos.
Ahora bien, paralela a éste existía otro movimiento autonomista, el de las Comisiones Gestoras de las Diputaciones, (nombradas por el gobierno provisional de la república), que buscaban la aprobación de un Estatuto Alavés. En mayo, el vitoriano Francisco Javier de Lándaburu, adscrito a esta corriente, envió una carta a Fortunato Grandes, secretario del ayuntamiento salvaterrano, invitando a la corporación a convocar junto con Aramayona, Elciego y Llodio a los demás municipios alaveses para que asistiesen a la aprobación del Estatuo Alavés en Vitoria.
El alcalde Emilio López de Heredia respondió que declinaba la dicha invitación al no ser su ayuntamiento cabeza de partido, pero que de todos modos Salvatierra asistiría con una representación.
El 13 de junio de 1931 Salvatierra designó a sus representantes para la asamblea que iba a celebrarse, no ya en Pamplona, sino en Estella. Fueron Julián Ibáñez (Comunión Tradicionalista o CT) y Tomás Preciado (PNV).
Con el Estatuto de Estella ya aprobado por una amplia mayoría, la Comisión Gestora de Álava pidió al consistorio salvaterrano que enviase sus diputados a Vitoria. Tomás Preciado y todos los concejales derechistas se opusieron abiertamente al proyecto. En el bloque opuesto, en cambios se agruparon los concejales republicanos: Adolfo Merino y Elías Garagalza, y el propio alcalde, Emilio López de Heredia, que en realidad nunca había estado plenamente de acuerdo con el proyecto de reunión en Estella. Tras estas discusiones, en Vitoria, el Estatuto Alavés fue aprobado únicamente por 21 ayuntamientos.
Cuando el Estatuto de Estella fue presentado al gobierno provisional de la república, Salvatierra envío un representante a Madrid, a Preciado, para instar por su aprobación. Finalmente, las Cortes republicanas se negaron a tener en cuenta el texto aprobado en Estella, dado su carácter de inconstitucional.
Mientras tanto, habían tenido lugar las elecciones a Cortes Constituyentes en junio de 1931. En Álava fueron ganadas por la coalición republicano-socialista, aunque en Salvatierra, de hecho, se observó un notorio predominio del PNV. 

### El Estatuto de las Gestoras y la Asamblea de Pamplona
El 31 de enero de 1932 se celebraron asambleas provinciales de ayuntamientos en las cuatro capitales vascas, para decidir si el nuevo Estatuto debía ser único para todo el país o si debía aprobarse uno para cada provincia. A la reunión celebrada con ese fin en Vitoria acudió el alcalde López de Heredia en calidad de representante de Salvatierra. Se terminó aprobando que era necesario un Estatuto único para toda el País Vasco. Desde el 7 de febrero la comisión nombrada al efecto comenzó a trabajar en la redacción del nuevo texto estatutario, que el 18 de abril fue aprobado por la comisión de alcaldes y el 24 del mismo mes por las cuatro Comisiones Gestoras. La asamblea de ayuntamientos vascos, convocada inicialmente para el 22 de mayo, acabó celebrándose el 19 de junio en Pamplona. Dos días antes, el 17, fue designado López de Heredia como representante de Salvatierra, quién una vez reunida la asamblea votó a favor del nuevo Estatuto. Lo mismo hicieron Álava, Vizcaya y Guipúzcoa. Tan solo Navarra se negó a apoyar el nuevo texto, lo que significó otro retroceso en el proceso autonómico vasco.

### La asamblea de Vitoria
En enero de 1933 las Gestoras nombraron una ponencia que se encargase de redactar el nuevo texto estatuario, y en julio convocaron una asamblea de ayuntamientos para el 6 de agosto, en Vitoria. En esta Salvatierra estuvo representada por el católico independiente Luis Garagalza.
El Estatuto terminó aprobándose, por lo que se designó una Comisión de los Dieciocho, entre los que estaba el propio López de Heredia, que se encargase de tramitar y organizar el referéndum. En Salvatierra, al igual que en el resto de Álava, hubo un porcentaje de abstención muy importante a la hora de la votación: 43,8 %. El 45,6 % votó a favor del Estatuto y solo un 9,8 % se opuso. Sin embargo, las circunstancias de la política republicana entre 1933 y 1935, hicieron que este Estatuto, nuevamente, no llegara a ser aprobado por las Cortes.

### Elecciones legislativas del 19 de noviembre de 1933
En la localidad, las elecciones dieron una clara victoria al PNV (muy superior a la de 1931), quedando los tradicionalistas como segunda fuerza en el municipio. Los republicanos, por su parte, sufrieron una clara derrota, mientras que el Partido Comunista no obtuvo ni un solo voto.

### El conflicto de los ayuntamientos vascos en 1934
Las intenciones del gobierno español de quitar el gravamen a los vinos en la provincia produjo un conflicto del que Salvatierra no fue ajeno.
Los dos grupos enfrentados convocaron dos asambleas distintas para tratar la cuestión: la favorable al gobierno lo hizo en Vitoria, mientras que la disidente en Bilbao.  El municipio salvaterrano nombró representantes para ambas: a Elías Garagalza, para la primera, a López Heredia, para la segunda. Cuando la Comisión interina, nombrada por la asamblea disidente de Bilbao, convocó a la elección por parte de los ayuntamientos de una definitiva Comisión defensora del Concierto de Álava, el gobierno central se opuso firmemente al considerar la reunión de dicha comisión como ilegal. 
El 4 de agosto de 1934 se dio lectura en el consistorio de la carta del gobernador civil que advertía a los oficiales del concejo de este asunto. En Álava, la elección de la Comisión no tuvo lugar el 12 de agosto, como estaba previsto allí y en las otras provincias vascas. En el caso de Salvatierra, lo fue el 19 de agosto. Dos concejales, Elías Garagalza y Julián Ibáñez, se abstuvieron de participar al estar en contra de la propuesta. 
A finales de agosto las Comisiones defensoras del Concierto convocaron una asamblea en Zumárraga para el 2 de septiembre, pero que debido a la oposición del gobierno central y de la policía terminó celebrándose con la presencia de tan solo tres representantes alaveses, entre ellos, el alcalde salvaterrano López de Heredia. En Vizcaya y Guipúzcoa la mayoría de los ayuntamientos procedieron a dimitir colectivamente como medida de protesta al gobierno. En Álava este movimiento fue menos amplio; en Salvatierra solo dos oficiales, el alcalde López de Heredia y el concejal Preciado, renunciaron en apoyo de sus colegas vizcaínos y guipuzcoanos. Tras su dimisión, fueron condenados a ocho años y un día de inhabilitación especial y una multa de 300 pesetas por delito de desobediencia. Tras el triunfo del Frente Popular en febrero de 1936, los dos oficiales dimitidos e inhabilitados fueron repuestos en sus cargos.

### Guerra Civil Española
En 1936 tuvo lugar en España un alzamiento militar que dio inicio a la Guerra Civil Española.
En Salvatierra, como consecuencia, la Corporación municipal fue reemplazada por una "Gestora Municipal" de cinco integrantes, y liderada por el alcalde Julián Ibáñez de Opacua. El resto de Álava era, igualmente, controlado por las fuerzas sublevadas.
Se sucedieron destierros, multas, el cierre del batzoki, detenciones de algunos pocos partidarios republicanos, aunque no medidas de represión más violentas como tenían lugar en otras partes. Cierto que en una ocasión un grupo de requetés de Olatzi entró en la villa con una lista de veinte personas para fusilar, pero el mencionado alcalde Julián Ibáñez pudo evitar las ejecuciones así como otros actos contra la población civil disidente.
Distinto fueron las circunstancias atravesadas por Fortunato Aguirre Luquin, alcalde de Estella, que huyendo de su localidad, fue detenido en la plaza de San Juan, en Salvatierra, al ser reconocido por los requetés de Olatzi y Lizarra. Tras 72 días de prisión, fue ejecutado y enterrado en secreto el 29 de septiembre de 1936.
Existió en Agurain un batallón en el que los prisioneros eran forzados a recorrer los pueblos realizando obras en las peores condiciones. Los militares obligaron también a los habitantes de los pueblos a transportar munición al frente del Gorbea con sus carros y mulas bajo la amenaza de una multa de setenta pesetas. 
En el transcurso de la guerra también pasaron por Salvatierra, a causa de la alianza de los sublevados con los gobiernos fascistas de Alemania e Italia, batallones militares o tropas requetés de estos dos países, que ocuparon las escuelas de la calle Zapatari como cuartel.
El 1 de septiembre de 1937 llegó a la villa el nuevo gobernador civil, Eladio Esparza Aguinaga, y el 20 de septiembre el alcalde destituyó a tres empleados municipales por ser nacionalistas vascos: Emilio Pérez Oñate (depositario), Aniceto Lecea (alguacil), y Ramón Sagasti (jefe de la alhóndiga).
El día 23 de diciembre del año 1938, víspera de la Nochebuena, un obús explotó en el camión que trasladaba a varios soldados de Salvatierra, dejando como resultado muchas víctimas fatales.
Terminada la Guerra Civil, en 1939, un solo vecino de Salvatierra fue juzgado por el Tribunal de Responsabilidad Políticas, aunque en realidad dicha persona no era de la villa, sino que probablemente fue delatada por las autoridades locales de su anterior residencia.